# Association vaudoise des écrivains

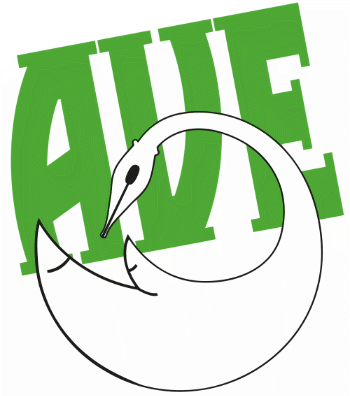
Vereinslogo

Die Association vaudoise des écrivains (AVE) ist ein Schweizer Verein von Autoren und Autorinnen des Kantons Waadt.

## Geschichte
Bei ihrer Gründung im Jahr 1944 hiess die Organisation Association des écrivains vaudois (deutsch «Verein der Waadtländer Schriftsteller»). Paul Budry, ihr erster Präsident, erklärte, der Verein soll dazu beitragen, die beruflichen Interessen der Autoren gemeinschaftlich zu vertreten.
Zu den Gründungsmitgliedern zählten die Schriftsteller Léon Savary, Gustave Roud, Charles-Ferdinand Ramuz und Francis Bernier. Der Verein führte ein bibliographisches Verzeichnis der Waadtländer Literatur und bot den Autoren bei Bedarf juristische Unterstützung an.
Die AVE ist dem internationalen Dachverband Fédération internationale des écrivains de langue française (FIDELF) angeschlossen.

## «Prix des écrivains vaudois»
Sie verleiht seit 1950 in unregelmässiger Folge an Mitglieder, deren Schaffen von herausragender Bedeutung ist, den Prix des écrivains vaudois. Die Preisträger waren:
- 1950: William Thomi
- 1954: Pierre-Louis Matthey
- 1955: Gustave Roud
- 1956: Catherine Colomb
- 1958: Philippe Jaccottet
- 1960: Hélène Champvent
- 1961: Emmanuel Buenzod
- 1963: Vio Martin
- 1967: Alice Rivaz
- 1970: Henri Perrochon
- 1975: Élisabeth Burnod
- 1981: Jeanlouis Cornuz
- 1982: Edmond Pidoux
- 1983: André Guex
- 1984: Anne Fontaine
- 1985: Myrian Weber-Perret
- 1986: Mireille Kuttel
- 1987: Jean-Georges Martin
- 1988: Henri Debluë
- 1989: Gabrielle Faure
- 1990: Suzanne Deriex
- 1991: Eric de Montmollin
- 1992: Gaston Cherpillod
- 1993: Janine Massard
- 1994: Francine-Charlotte Gehri, Jacques Bron
- 1995: Martine Magnaridès
- 1996: Anne Perrier
- 1997: Mousse Boulanger
- 1998: Gil Pidoux
- 1999: Jean-Michel Junod
- 2000: Jean-François Sonnay
- 2001: Pierre-Alain Tâche
- 2002: Raymond Tschumi
- 2004: Rafik Ben Salah
- 2006: Jean-Michel Olivier
- 2011: Jacques-Étienne Bovard
- 2013: Pierre Yves Lador
- 2015: Claire Krähenbühl
- 2017: Ferenc Rákóczy
- 2020: Étienne Barilier
- 2021: Bertil Galland

## Präsidenten und Präsidentinnen der AEV
- 1944–1945: Paul Budry
- 1945–1969: Henri Perrochon
- 1969–1976: Simone Cuendet
- 1976–1980: Jeanlouis Cornuz
- 1980–1983: Jean-Louis Peverelli
- 1983–1989: Francine-Charlotte Gehri
- 1989–1994: Jacques Bron
- 1994–1998: Simone Collet
- 2003–2005: Mousse Boulanger
- 2005–2006: Gil Pidoux
- 2007–2009: Frédéric Vallotton
- 2009–2011: Jacques Herman
- 2011–2015: Sabine Dormond
- 2015–2017: Olivier Chapuis
- 2017–2019: Sabine Dormond
- 2019–2019: Sylvie Ulmann
- 2019–2020: Suzi Heim
- Seit 2020: Marie-José Imsand